# Mandjelia wyandotte
Mandjelia wyandotte is een spinnensoort uit de familie Barychelidae. De soort komt voor in Queensland.